# لويس لويد
لويس لويد (بالإنجليزية: Lewis Lloyd)‏ مواليد 22 فبراير 1959 في فيلادلفيا، هو لاعب كرة سلة أمريكي سابق. بدأ مسيرته الاحترافية في سنة 1981. تم اختياره من قبل فريق غولدن ستايت ووريورز خلال الدرافت. يبلغ طوله 6 قدم 6 بوصة (2.0 م). اعتزل اللعب في 1990. أحرز خلال مسيرته في الإن بي إيه 5130 نقطة بمعدل 13.2 نقطة في المباراة الواحدة.

## المسيرة الاحترافية
لعب مع غولدن ستايت ووريورز من سنة 1981 إلى 1983، ثم لعب مع هيوستن روكتس من سنة 1983 إلى 1987، ثم لعب مع هيوستن روكتس في سنة 1989، ثم لعب مع فيلادلفيا سفنتي سيكسرز في سنة 1990، ثم لعب مع هيوستن روكتس في سنة 1990.

## روابط خارجية
- لويس لويد على موقع إن بي أي (الإنجليزية)
- لويس لويد على موقع سبورتس رفرنس (الإنجليزية)
- لويس لويد على موقع كلية كرة السلة في سبورتس رفرنس.كوم (الإنجليزية)
- لويس لويد على موقع ريلجم (الإنجليزية)
- لويس لويد على موقع بروبوليرز (الإنجليزية)